# La Jeune Veuve (court métrage)
Pour l’article homonyme, voir La Jeune Veuve.
Pour plus de détails, voir Fiche technique et Distribution.
La Jeune Veuve est un film français écrit et réalisé par Marc Vaziaga, sorti en 1970.

## Synopsis
Profitant d'une sombre combine consistant à expédier des colis à des personnes décédées, un jeune homme nommé Jean-Pierre Bertrand parvient à obtenir quelque menue monnaie pour subsister. Son existence est soigneusement organisée mais un événement va bouleverser ce petit manège.  Une jeune et séduisante veuve survient dans sa vie prétextant d'être à la recherche de son passé. Cette démarche prétendue nostalgique se transforme peu à peu en un comportement passionnel et abusif, aux dépens du jeune magouilleur.

## Fiche technique
- Titre français : La Jeune Veuve
- Réalisation : Marc Vaziaga
- Scénario : Marc Vaziaga
- Pays d'origine : France
- Format : Noir et blanc - 16 mm
- Genre : comédie dramatique, court métrage
- Durée : 15 minutes
- Date de sortie : 1970